# Joey (canción)
«Joey» es una canción del tercer y más exitoso álbum de Concrete Blonde, Bloodletting. Fue lanzada en 1990 y es interpretada por Johnette Napolitano. Una interpretación de la canción dice que habla de un hombre con problemas de alcoholismo. Johnette Napolitano mencionó en su libro, Rough Mix, que la canción es sobre su relación con Marc Moreland de la banda Wall of Voodoo. 
Se convirtió en el mayor hito de Concrete Blonde, manteniéndose tres semanas en la primera posición de la lista Alternative Songs (entonces llamada Modern Rock Tracks) de Billboard, pasando por la radio pop y alcanzando el puesto #19 de la lista Billboard Hot 100; con lo que fue la única canción del grupo que apareció en esta lista.
La canción fue escrita en un taxi de camino al estudio, y fue la última grabación vocal del álbum ya que Napolitano se resistió a grabarla, porque su letra era muy difícil de manejar para ella.